# Le cinque giornate
Le cinque giornate è un film italiano del 1973, diretto da Dario Argento.
La pellicola, riallacciandosi al filone allora parecchio in voga del film "ottocentesco-popolare", mette in scena un celeberrimo episodio della cosiddetta Primavera dei popoli e del periodo risorgimentale in Italia, ovverosia le cinque giornate di Milano, e rappresenta a oggi l'unica escursione dal genere thriller e horror del regista romano, il quale di fatto confeziona una commedia amara dai forti risvolti sociali e politici che rilegge criticamente la natura di quegli eventi.

## Trama
Durante le cinque giornate di Milano (18-22 marzo 1848), il piccolo delinquente Meo Cainazzo evade fortuitamente di galera a seguito di un bombardamento d'artiglieria e va alla ricerca del suo capobanda Zampino (anche detto Libertà). Meo stringe amicizia con Romolo, fornaio romano bracalone e bonaccione, venuto a Milano per aiutare lo zio nel lavoro. I due vengono coinvolti in una girandola di vicende tragicomiche: partecipano all'erezione di una barricata con le suppellettili di una contessa ninfomane, che poi si concede ai rivoluzionari vittoriosi; soccorrono una partoriente; vengono arruolati loro malgrado nella brigata dell'ambiguo barone Tranzunto; assistono alle violenze dei "patrioti" e alle rappresaglie degli austriaci.
Cainazzo, per aver fatto uso della conclamata libertà di opinione, viene massacrato di botte dai "patrioti" quale sobillatore. In seguito salva insieme a Romolo la vedova di un austriacante, che in compenso dà loro da mangiare, per poi concedersi a Romolo. Cainazzo, arrestato dagli austriaci mentre tenta di lasciare Milano, è giudicato e liberato da Zampino che, per far denaro, ha recitato tre parti: ladro, patriota e austriacante.
Dopo essersi ricongiunto a Romolo e alla brigata del barone Tranzunto, assiste all'ennesimo atto di violenza gratuita da parte dei "patrioti": un uomo denuncia la fidanzata (che gli preferisce un soldato austriaco) come collaborazionista. Il drappello di Tranzunto piomba nella camera da letto della ragazza: il soldato viene torturato con la baionetta poi Tranzunto lo uccide sparandogli alla testa e poi tenta di stuprare la ragazza, ma Romolo la difende e nella colluttazione Tranzunto cade dalle scale morendo sul colpo. Romolo viene portato via e fucilato.
Schifato ed esasperato, Cainazzo, nel colmo della festa per la vittoria "del popolo", grida il suo sdegno per quella che, a suo parere, non è altro che una carnevalata di imbrogli ad esclusivo beneficio dei "signori".

## Produzione

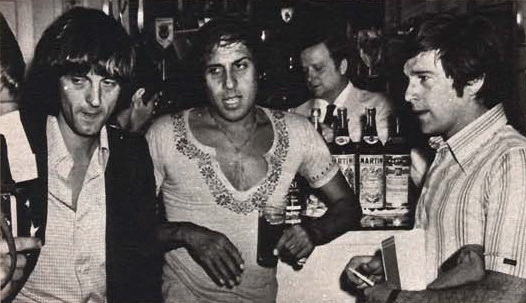
Dario Argento, Adriano Celentano ed Enzo Cerusico durante una pausa dalle riprese del film

Film decisamente atipico nella filmografia di Argento, inizialmente per la regia si era pensato a Nanni Loy e come attore protagonista a Ugo Tognazzi.
La pellicola venne realizzata principalmente a Pavia: piazza Borromeo e l'inerente collegio, il Salone teresiano alla Biblioteca Universitaria, piazza Antoniotto Botta Adorno (palazzo Botta Adorno), piazza Collegio Ghislieri e la basilica di San Teodoro.
Alcune riprese furono effettuate a Milano: via Palazzo Reale e piazza Belgioioso col suo Palazzo, e davanti alla Casa degli Omenoni in via degli Omenoni.

## Incassi
Il film botteghino guadagnò 1 miliardo e 280 milioni di lire.